# 庫爾納縣
庫爾納縣 是孟加拉國庫爾納區的一個縣，位於該國西南部，南面恆河口。面積4,394.46平方公里。1991年人口2,378,971人。
下分九個鄉。